# Mediana de Voltoya
Mediana de Voltoya – gmina w Hiszpanii, w prowincji Ávila, w Kastylii i León, o powierzchni 18,38 km². W 2011 roku gmina liczyła 101 mieszkańców.